# Bonneuil-en-France
 Bonneuil-en-France  es una población y comuna francesa, en la región de Isla de Francia, departamento de Valle del Oise, en el distrito de Sarcelles y cantón de Garges-lès-Gonesse-Est.

## Demografía
| 654 | 597 | 561 | 529 | 707 | 774 |
| Para los censos de 1962 a 1999 la población legal corresponde a la población sin duplicidades (Fuente: INSEE [Consultar]) |     |     |     |     |     |